# Kayan (stad)
Kayan är en stad i Myanmar. Den ligger i Rangoonregionen, i den södra delen av landet, 300 km söder om huvudstaden Naypyidaw. Kayan ligger 13 meter över havet och folkmängden uppgick till cirka 33 000 invånare vid folkräkningen 2014.

## Geografi
Terrängen runt Kayan är mycket platt. Runt Kayan är det ganska tätbefolkat, med 239 invånare per kvadratkilometer. Närmaste större samhälle är Thongwa, cirka 17 km söder om Kayan. Omgivningarna runt Kayan är en mosaik av jordbruksmark och naturlig växtlighet.

## Klimat
Tropiskt monsunklimat råder i trakten. Årsmedeltemperaturen i trakten är 24 °C. Genomsnittlig årsnederbörd är 5 305 millimeter. Den regnigaste månaden är augusti, med i genomsnitt 1 232 mm nederbörd, och den torraste är januari, med 1 mm nederbörd.